# Pietro Baschenis
Pietro Baschenis (Bergame, 1590-1630) est un peintre italien maniériste. 

## Biographie
Petit neveu de Cristoforo Baschenis l'Ancien, Pietro Baschenis  est le dernier peintre de la lignée de la famille d'artistes italiens des Baschenis à œuvrer à fresque. Son fils Evaristo Baschenis (1607 - 1677), passé à la peinture à l'huile, fut l'un des meilleurs peintres italiens de  natures mortes du XVIIe siècle.
Il mourut de la peste en 1630.

## Œuvres
- Fresques mythologiques  (1613) de la  casa Galizzi (aujourd'hui casa parrocchiale),  Leffe
- Ensemble de fresques, chiesa dell'Incoronata du monastère de  Martinengo
- Fresques, chiesa dell'Assunta à Grassobbio
- Madonna col Bambino (1616), sacristie de la  Basilica si Santa Maria Maggiore
- Storie della Vergine nel Santuario di Sombreno,